# Moraea anomala
Moraea anomala är en irisväxtart som beskrevs av Gwendoline Joyce Lewis. Moraea anomala ingår i släktet Moraea och familjen irisväxter. Inga underarter finns listade i Catalogue of Life.